# Liste der Bodendenkmäler in Datteln
Die Liste der Bodendenkmäler in Datteln enthält die denkmalgeschützten unterirdischen baulichen Anlagen, Reste oberirdischer baulicher Anlagen, Zeugnisse tierischen und pflanzlichen Lebens und paläontologischen Reste auf dem Gebiet der Stadt Datteln im Kreis Recklinghausen in Nordrhein-Westfalen (Stand: Dezember 2016). Diese Bodendenkmäler sind in Teil B der Denkmalliste der Stadt Datteln eingetragen; Grundlage für die Aufnahme ist das Denkmalschutzgesetz Nordrhein-Westfalen (DSchG NRW).
| Bild        | Bezeichnung  | Lage                                                     | Beschreibung                                                                                     | Bauzeit                                         | Eingetragen seit      | Denkmal- nummer |
| ----------- | ------------ | -------------------------------------------------------- | ------------------------------------------------------------------------------------------------ | ----------------------------------------------- | --------------------- | --------------- |
|             | Grabhügel    | In den Rehwiesen, Redder Straße (Jaustkamp)              | Mkz. 4309,17                                                                                     |                                                 | 10.12.1987            | 1               |
|             | Grabhügel    | In den Rehwiesen, Redder Straße (Jaustkamp)              | Mkz. 4309,38                                                                                     |                                                 | 10.12.1987            | 2               |
|             | Grabhügel    | In den Rehwiesen, Redder Straße (Jaustkamp)              | Mkz. 4309,39 a-d                                                                                 |                                                 | 10.12.1987            | 3               |
|             | Grabhügel    | In den Rehwiesen, Redder Straße (Jaustkamp)              | Mkz. 4309,50                                                                                     |                                                 | 10.12.1987            | 4               |
|             | 2 Grabhügel  | In den Wellen (Bockumer Mark)                            | Mkz. 4309,49 a+b                                                                                 |                                                 | 10.12.1987            | 5               |
| 2 Grabhügel | 2 Grabhügel  | Oelmühlenweg (Ensberger Knupp)                           | Mkz. 4309,22 a+b                                                                                 |                                                 | 12.01.1988            | 6               |
| 3 Grabhügel | 3 Grabhügel  | Markfelder Straße (Daehler Heide)                        | Mkz. 4310,33 a-c (bislang irrtümlich als 4309,33 a-c in der Denkmalliste geführt)                | späte Jungsteinzeit/frühe Bronzezeit angenommen | 20.04.1989            | 7               |
| 3 Grabhügel | 3 Grabhügel  | Markfelder Straße (Daehler Heide)                        | Mkz. 4310,33 d-f (bislang irrtümlich als 4309,33 d-f in der Denkmalliste geführt)                | späte Jungsteinzeit/frühe Bronzezeit angenommen | 20.04.1989/05.07.1995 | 8               |
|             | Grabhügel    | Ahsener Allee (Gemeinheit Leven)                         | Mkz. 4209,172                                                                                    |                                                 | 27.04.1989            | 9               |
|             | Grabhügel    | nördl. Ahsener Allee                                     | Mkz. 4209,158                                                                                    |                                                 | 15.08.1989            | 10              |
|             | Grabhügel    | nördl. Ahsener Allee                                     | Mkz. 4209,159                                                                                    |                                                 | 15.08.1989            | 11              |
|             | 4 Grabhügel  | nördl. Ahsener Allee / östl. Redder Straße               | Mkz. 4309,24 a,b,d                                                                               |                                                 | 15.08.1989            | 12              |
|             | Bodendenkmal | Ahsener Straße                                           | Mkz. 4209,250                                                                                    |                                                 | 16.05.2003            | 13              |
|             | Bodendenkmal | Ahsener Straße                                           | Mkz. 4209,250                                                                                    |                                                 | 16.05.2003            | 14              |
| Burg Wildau | Burg Wildau  | Klostern westl. Im Steinacker (An der Hesterwiese) Karte | Rest einer Turmhügelburg (Motte) mit Kreisgraben, ca 30 m Durchmesser, Höhe 0,5 m, Mkz. 4309,145 |                                                 | 27.06.2009            | 15              |